# Constantin Sănătescu
Constantin Sănătescu (Craiova, 14 de janeiro de 1885 — Bucareste, 8 de novembro de 1947) foi um estadista romeno que ocupou o cargo de primeiro-ministro depois do golpe de Estado de 23 de agosto de 1944, pelo qual a Romênia desligou-se do Eixo e juntou-se aos Aliados.